# Ancistrosoma rufipes
Ancistrosoma rufipes är en skalbaggsart som beskrevs av Pierre André Latreille 1833. Ancistrosoma rufipes ingår i släktet Ancistrosoma och familjen Melolonthidae. Inga underarter finns listade i Catalogue of Life.